# Арнальд (граф Безье)
Арнальд (Арно; лат. Arnaldus, фр. Arnaud) — граф Безье (с 791 года) и Агда.

## Биография
Происхождение Арнальда неизвестно. Вероятно, в 791 году он стал правителем Безье, сменив здесь скончавшегося графа Милона. Предшественник Арнальда владел также Нарбоном, но этот город был передан под управление графа Магнария.
В хартии императора Людовика I Благочестивого от 14 августа 822 года сообщается, что за некоторое время до того Арнальд передал в дар Бенедикту Анианскому виллу Цинциано в гау Безье. Бенедикт отказался от сана настоятеля Анианского аббатства 22 февраля 815 года. Поэтому осуществлённое Арнальдом пожертвование не могло быть сделано позднее этой даты.
В документе 822 года Арнальд упоминается не только как граф Безье, но и как правитель Агда. Возможно, он владел Агдским графством очень непродолжительное время, так как примерно в то же время здешним правителем был Лейбульф.
Дата смерти Арнальда неизвестна. О графах Безье в средневековых источниках больше не сообщается: с 880-х годов управление этим городом перешло к местным виконтам. Следующим после Арнальда и Лейбульфа графом Агда был Аполлоний, впервые упоминавшийся в современных ему документах в 848 году.